# إرنست تي. إيتون
إرنست تي. إيتون هو مدرس وسياسي أمريكي، ولد في 11 سبتمبر 1877 في Atkinson, Maine ‏ في الولايات المتحدة، وتوفي في 23 أغسطس 1957. نشط حزبياً في الحزب الجمهوري. وقد انتخب عضو مجلس نواب مونتانا ‏.